# Regata Triángulo del Plata
La regata Triángulo del Plata, antes llamada 500 millas del Río de la Plata, es una regata a vela que se disputa en el Río de la Plata. 
El recorrido inicia en Buenos Aires, y sin escalas, se vira una marca en San Clemente del Tuyú, la Isla Gorriti en Punta del Este, para finalizar nuevamente en Buenos Aires, cubriendo una distancia de 784km, o 423 millas náuticas.
La regata fue ideada en 1994 por la Escuela Islas Malvinas de San Isidro para ser disputada en la época más fría del año y por dos personas por cada barco monocasco. 
Los primeros años el organizador fue HMH Global Sailing Business con la colaboración del Yacht Club Argentino, luego la organización quedó en manos del Yacht Club Argentino, en algunas ediciones se contó la colaboración del Yacht Club Uruguayo, Yacht Club Punta del Este, Yacht Club Puerto Madero y el Club Náutico de San Clemente del Tuyú

## Ganadores Tripulaciones Dobles
| Año           | Bandera       | Campeón              | Timonel               | Tripulante            |
| ------------- | ------------- | -------------------- | --------------------- | --------------------- |
| 2007          | Argentina     | SAN SALVADOR         | Julio dos Reis        | Rafael Oviedo         |
| 2008          | Argentina     | CACHAFAZ             | Alejandro Mitchell    | Gustavo Carbonell     |
| 2009          | Argentina     | NICO                 | Mariano Delgui        | Juan Filipich         |
| 2010          | Argentina     | TINTO                | Luis Giménez          | Ignacio Ramayón       |
| 2011          | Argentina     | BICHO                | Juan Manuel Sampietro | Oscar Manghi          |
| 2012 ORC Club | Argentina     | PROIOS GHOST         | Aldo Unamuno          | Alejandro Juan de Paz |
| 2012 OPEN     | Argentina     | CUIQUE SUMM V        | Federico Reim         | Diego Stocik          |
| 2013          | Argentina     | SEQUOIA              | Kenneth Simmons       | Martín Beraud         |
| 2016          | Argentina     | CONFIANZA CIEGA      | Santiago Zizzi        | Fernando Ines         |
| 2017          | Argentina     | SILHOUETTE II        | Andrés Entrala        | Guido Lepori          |
| 2018          | Argentina     | TATA                 | Carlos Campolo        | Cristian Pfisterer    |
| 2019          | Argentina     | PERICLES II          | Guido Lepori          | Agustín Bianchi       |
| 2020          | NO SE DISPUTO |                      |                       |                       |
| 2021          | Argentina     | AZUL MARINO          | Ignacio Domínguez     |                       |
| 2022          | Argentina     | TATA                 | Carlos Campolo        | Cristian Pfisterer    |
| 2023          | Argentina     | TATA                 | Carlos Campolo        | Cristian Pfisterer    |
| 2024          | Argentina     | USHUAIA              | Andrés Somodi         | Oski Dagnino          |
| 2025          | Argentina     | MONARCA DE LOS MARES | Francisco Venetucci   | Nicolas Quagliotti    |

## Cinta Azul
El récord en tiempo real lo tiene el Humildad Zero tripulado por Daniel Figueirido y Hugo Gatta Castel en la edición 2009
| Año  | Bandera       | Campeón              | Armador             | Tripulante (Solo trip. Dobles) | Tiempo       |
| ---- | ------------- | -------------------- | ------------------- | ------------------------------ | ------------ |
| 1994 | Argentina     | NABUCCO              | Guillermo Castro    | Boby Collazo                   | +3 08:21     |
| 1995 | Argentina     | PIONERO              | Guillermo Castro    | Boby Collazo                   | +3 18:40     |
| 1996 | Argentina     | HUAYRA               |                     |                                | +4 15:       |
| 1997 | Argentina     | MATRERO              | Gerardo Re          | Juan García                    | +2 12:41     |
| 1998 | Argentina     | SAYONARA             | Fabián Sobrero      | Martín Pachiani                | +3 02:54     |
| 1999 | Argentina     | FERNANDE             |                     |                                | +3 11:22     |
| 2001 | Argentina     | AMERICA DEL SUR      | Martín Billoch      | Martín Bush                    | +2 19:19:37  |
| 2006 | Argentina     | AMIGO JUAN           | Guillermo Castro    | Santiago Martínez Autín        | +2 18:38:08. |
| 2007 | Argentina     | AMIGO JUAN           | Guillermo Castro    | Santiago Martínez Autín        |              |
| 2008 | Argentina     | HUMILDAD ZERO        | Daniel Figueiredo   | Hugo Gatta Castel              |              |
| 2009 | Argentina     | HUMILDAD ZERO        | Daniel Figueirido   | Hugo Gatta Castel              | +2 07:05:00  |
| 2010 | Argentina     | TINTO                | Luis Giménez        | Ignacio Ramayón                | +2 22:15     |
| 2011 | Argentina     | INTREPID             | Raúl Revora         | Ignacio Ramayon                | +3 05:59     |
| 2012 | Argentina     | CUIQUE SUMM V        | Federico Reim       | Diego Stocik                   |              |
| 2013 | Argentina     | VERONICA             | Patricio Guisasola  | Estanislao Domingo             | +2 10:44     |
| 2016 | Argentina     | FUGA                 | Mariano Delgui      |                                | +3 18:07:50  |
| 2017 | Argentina     | MARIA MARIA          | Marcelo Spotorno    | Juan Scorticati                | +3 11:04:40  |
| 2018 | Argentina     | MERCENARIO 4         | Juan Nacarato       | Tripulación Reducida           | +3 07:29:11  |
| 2019 | Argentina     | MERCENARIO 4         | Juan Nacarato       | ORC Club                       | +3 04:45:13  |
| 2020 | NO SE DISPUTO |                      |                     |                                |              |
| 2021 | Argentina     | AMERICA DEL SUR      | Pablo Maffei        | Tripulación Reducida           | +3 08:45:45  |
| 2022 | Argentina     | FORTUNA III          | Alexis Pucheta      | Tripulación completa           | +2 22:21:19  |
| 2023 | Argentina     | TINTO                | Luis Giménez        | Miguel Aldatz                  | +3 14:27:56  |
| 2024 | Argentina     | MAD MAX              | Patricio Guisasola  | Pablo Fenouil                  | +3 07:00:13  |
| 2025 | Argentina     | MONARCA DE LOS MARES | Francisco Venetucci | Nicolas Quagliotti             | +5 03:56:13  |